# Bunaeini
De Bunaeini zijn een geslachtengroep van vlinders uit de familie nachtpauwogen (Saturniidae).

## Geslachten
- Athletes
- Aurivillius
- Bunaea
- Bunaeopsis
- Cinabra
- Cirina
- Eochroa
- Gonimbrasia
- Gynanisa
- Heniocha
- Heniochella
- Imbrasia
- Leucopteryx
- Lobobunaea
- Melanocera
- Montanaurelia
- Montanimbrasia
- Neobunaeopsis
- Nudaurelia
- Pinheyella
- Protogynanisa
- Pseudobunaea
- Rohaniella Bouvier, 1927
- Ubaena